# Prostaglandiner
Prostaglandiner (PG) är en grupp eikosanoider, hormonliknande ämnen som produceras i flera av kroppens vävnader och organ. Prostaglandiner är derivat av omättade fettsyror (särskilt arakidonsyra) och har uppgifter såsom kontroll av blodtryck och glatt muskulatur, och som oxytociskt medel. Det mest aktiva prostaglandinet är dinoproston.

## Funktioner
Prostaglandiner är naturligt förekommande fettsyror som har både sympatiska och parasympatiska effekter i kroppen. Prostaglandiner har en relaxerande effekt på blodkärlens glatta muskulatur vilket sänker blodtrycket. Det reglerar även utsöndring av magsaft, agerar termoreglerande, har en sammandragande effekt på livmodern vilket stöter ut livmoderslemhinnan vid menstruation, och påverkar inflammationsresponser. Prostaglandiner tycks också påverka hårtillväxten. Det verkar i både det kvinnliga och manliga reproduktiva systemet, såväl under den embryonala utvecklingen som i vuxen ålder. Det är verksamt i bildningen av steroidhormoner och i spermatogenesen.

## Produktion
Prostaglandiner bildas i alla vävnader genom enzymatisk omvandling av vissa fleromättade fettsyror, särskilt arakidonsyra. Arakidonsyra utsöndras från cellmembranet ifråga medan något av enzymerna COX1 och COX2 förändrar det till en prostaglandin. Det finns fyra biologiskt aktiva prostaglandiner i människokroppen, av vilka en celltyp endast kan bilda en eller två. De verkar autokrint eller parakrint. COX1 bildar prostaglandiner som i större utsträckning än COX2 upprätthåller balansen under normala förhållanden, medan COX2 oftare bildar prostaglandiner som är involverade i olika sjukdomar. COX2 reagerar med andra ord på signaler från hormoner, på inflammationsalstrande tillstånd, tillväxtfaktorer med mera, och påverkar sjukdomar som exempelvis  cancer. Prostaglandinerna verkar genom ett flertal G-proteinkopplade transmembranreceptorer, och kan beroende på vilken receptor det är fråga om påverka aktiviteten i och funktionen på celler såsom adenylatcyklas, cAMP, kalciumomsättning med mera.

## Verkan
En huvudsaklig funktion för prostaglandiner är att orsaka inflammation. Det antas därmed påverka insjuknandet i neurodegenerativa sjukdomar, stroke, långvarig smärta, allmänpåverkan vid infektionssjukdomar (feber, anorexi, trötthet, hyperalgesi, ökade nivåer kortisol), och cancer. Många av de dödligaste sjukdomarna i västvärlden beror i någon utsträckning på kronisk inflammation, vilken i sin tur bryter ut som svar på prostaglandiner, bland annat genom att prostaglandiner reagerar med cytokiner och kemokiner samt verkar för angiogenes och fibros.

## Läkemedel
Bildningen av PG reduceras av läkemedel som hämmar cyklooxygenas, nämligen acetylsalicylsyra och andra NSAID. Effekterna blir minskad inflammation samt smärtlindring och febernedsättning men också ökad risk för sårbildning i magsäcken och tolvfingertarmen. Prostaglandiner används som läkemedel för att underlätta förlossning och framkalla abort, för att stimulera avflödet av kammarvätska från ögat samt för att reducera risken för magsår vid behandling med NSAID.